# Stipa oligostachya
Stipa oligostachya är en gräsart som beskrevs av Dorothy Kate Hughes. Stipa oligostachya ingår i släktet fjädergrässläktet, och familjen gräs. Inga underarter finns listade i Catalogue of Life.